# 松原帶䲁
松原帶䲁（學名：Xiphasia matsubarai），為輻鰭魚綱鳚形目䲁科帶䲁屬的一種，該種名是為了紀念京都大學的日本魚類學家松原清松（1907-1968），分布於印度太平洋，從紅海至薩摩亞、吐瓦魯，北至日本，南至豪勳爵島海域，深度0至4960公尺，本魚身體細長，形似鰻魚，背鰭覆蓋整個身體，身體從頭部開始佈滿灰褐色的條紋，頭部較小，前部圓形，眼睛略小，位於頭部側面附近，有一排門牙和大犬齒，無鱗片，背鰭硬棘11枚、背鰭軟條99-104枚、臀鰭硬棘2枚、臀鰭軟條97-104枚，體長可達30公分，成魚棲息於深海中，但夜間會浮出淺海，生活在細沙或泥漿中的管子裡，幼魚為浮游性，生活習性不明。